# Coburg Peak
Der Coburg Peak (bulgarisch връх Кобург wrach Koburg) ist ein 783 m hoher und felsiger Berg im Grahamland auf der Antarktischen Halbinsel. Auf der Trinity-Halbinsel ragt er 1,25 km westnordwestlich des Obidim Peak, 4,69 km nordöstlich des Siniger-Nunataks, 3,32 km ostsüdöstlich des Gigen Peak und 3,34 km südwestlich des Tschotschoweni-Nunataks in den Erul Heights auf. Der Cugnot-Piedmont-Gletscher liegt nordöstlich von ihm.
Deutsche und britische Wissenschaftler nahmen 1996 seine Kartierung vor. Die bulgarische Kommission für Antarktische Geographische Namen benannte ihn 2010 nach dem Haus Sachsen-Coburg und Gotha, aus dem die zwischen 1887 und 1946 regierenden bulgarischen Könige Ferdinand I., Boris III. und Simeon II. stammen.